# Vladimir Hagenmeister
Vladimir Nikolaïevitch Hagenmeister, ou Gagenmeister, de son vrai nom et prénom Karl-Richard Hagenmeister, en russe : Владимир Николаевич Гагенмейстер, né le 30 juin 1887 à Vyborg, dans l'Empire russe, et mort le 20 janvier 1938 à Kiev, en URSS, est un peintre, graphiste, illustrateur, enseignant, historien de l'art et éditeur russe et soviétique.

## Biographie
Vladimir Hagenmeister est d'ascendance noble. Il est né dans une famille de militaire.
Il suit les cours du lycée de Pskov, puis ceux de l'école technique de Sergueïevskoe, qu'il termine en 1904. Il poursuit sa formation à Saint-Pétersbourg dans l'Académie d'art et d'industrie Stieglitz, qu'il termine en 1912.

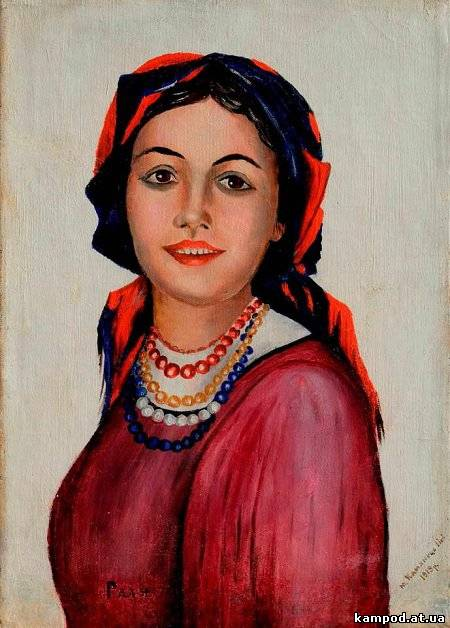
Portrait de Galina Kouzmenko par Vladimir Hagenmeister (1919).

En 1913, il reçoit le titre d'artiste en arts appliqués et une bourse pour un voyage à l'étranger. De 1914 à 1916, il est  professeur titulaire de sculpture, de peinture, de dessin géométrique et projectif à l'École des arts et de l'industrie Van der Fleet de Pskov. 
L'année suivante, il accomplit pour le ministère du commerce et de l'industrie une mission ethnographique dans la région de la Volga, au Caucase et en Ukraine pour étudier et rassembler des documents et des objets. Vladimir Hagenmeïster commence ses recherches dans les musées de Moscou, Petrograd, de Kiev et de Poltava, et les poursuit dans les villages de Podolie et de Poltava. Il se découvre alors un intérêt marqué pour l'art populaire ukrainien.
Il est ensuite envoyé à Kamianets-Podilsky, où il sera directeur de l'École d'art et d'industrie de 1916 à 1933. il met en place des ateliers de formation artisanale et artistique. En outre, il enseigne l'histoire de l'art, la composition et le graphisme.
Il continue à étudier l'art populaire et organise dans l'école d'art un atelier de lithographie (1921-1931). La maison d'édition de l'école publie plus d'une centaine de ses recueils, qui sont aujourd'hui une rareté bibliographique. En 1933 il est invité à l'Institut polygraphique de Kharkiv pour enseigner la composition et le graphisme et dirige en même temps le département graphique de la galerie.
Il a eu parmi ses élèves Vassili Artemenko (ru).
Il s'installe ensuite à Kiev, où il dirige des ateliers expérimentaux au Musée d'art ukrainien.
Le 12 décembre 1937, il est arrêté et accusé de participation à une organisation ukrainienne nationaliste et d'espionnage au profit de la Pologne bourgeoise. Il est fusillé le 20 janvier 1938.
La grande majorité de ses œuvres ont été détruites pendant l'occupation allemande.

## Travaux
- Lithographies de monuments architecturaux de la Podolie[2],
- Portraits d'Oustim Karmeliouk (ru), de Karl Marx, de Lénine, de Stepan Roudanski et de Taras Chevtchenko[2],
- Album Le vieux Kamianets-Podilsky[2].
- Livres d'arts «Стеновые росписи на Подолье», «Гончар Бацуца», «Настенные бумажные украшения Каменеччины», «Крестьянские настенные росписи Каменеччины …», «Гутное стекло», «Графика подольских метрик», «Изразцы: Украина, Россия, Польша». 1927 г., «Тульщина. Село Орловка. Вышивки гладью», «Образцы народного искусства на Подолье», «Гутное стекло Подолье», 1931

Il a illustré des livres d'autres auteurs.

## Postérité
- Son nom a été donné 1993 a une rue de Kamianets-Podilskyï.